# マックチキン
マックチキンとはマクドナルドで提供されているチキンバーガーである。本製品は、衣をつけて揚げた鶏肉のパティと細かくしたレタスにマヨネーズをトッピングし、トーストしたバンズで挟んだものである。

## 歴史
本製品は1980年にアメリカで発売されたものの、売り上げの落ち込みからチキンマックナゲットにとって代わる形で販売終了したが、チキンマックナゲットのヒットを受け1988年にアメリカで再び発売された。
1996年9月、マクドナルドデラックスの一環である「クリスピー・チキン」と入れ替わる形で、アメリカでの販売を終了したものの、消費者からの要望を受け1997年後半から販売を再開した。

## 派生製品
一部地域では派生製品が存在する。
うち、アメリカ南部および南西部ではHot 'n Spicy が売られていた。
元々同製品はアメリカ全土で2006年1月から6月まで発売されており、2013年3月にもDollar Menuの一つとして全米で展開されたが、2013年11月のメニュー改定によりトッピングをマヨネーズからバッファロー&ランチソースに変更したBuffalo Ranch McChickenに置き換えられた。これ以外にも、チェダーチーズとハラペーニョソースを用いたJalapeño Cheddar McChickenは、2011年から12年までに販売された
一方、香港、シンガポールおよびインドでは、スパイスを強調したマックスパイシーが売られた。
ハワイのアラモアナセンター内にある店舗ではテリヤキソースを用いたMcTeriChickenが売られている。
ハワイ以外のアメリカの地域においてはチェダーチーズとあめ色にしたタマネギを用いた Cheddar Onion McChickenが売られている。

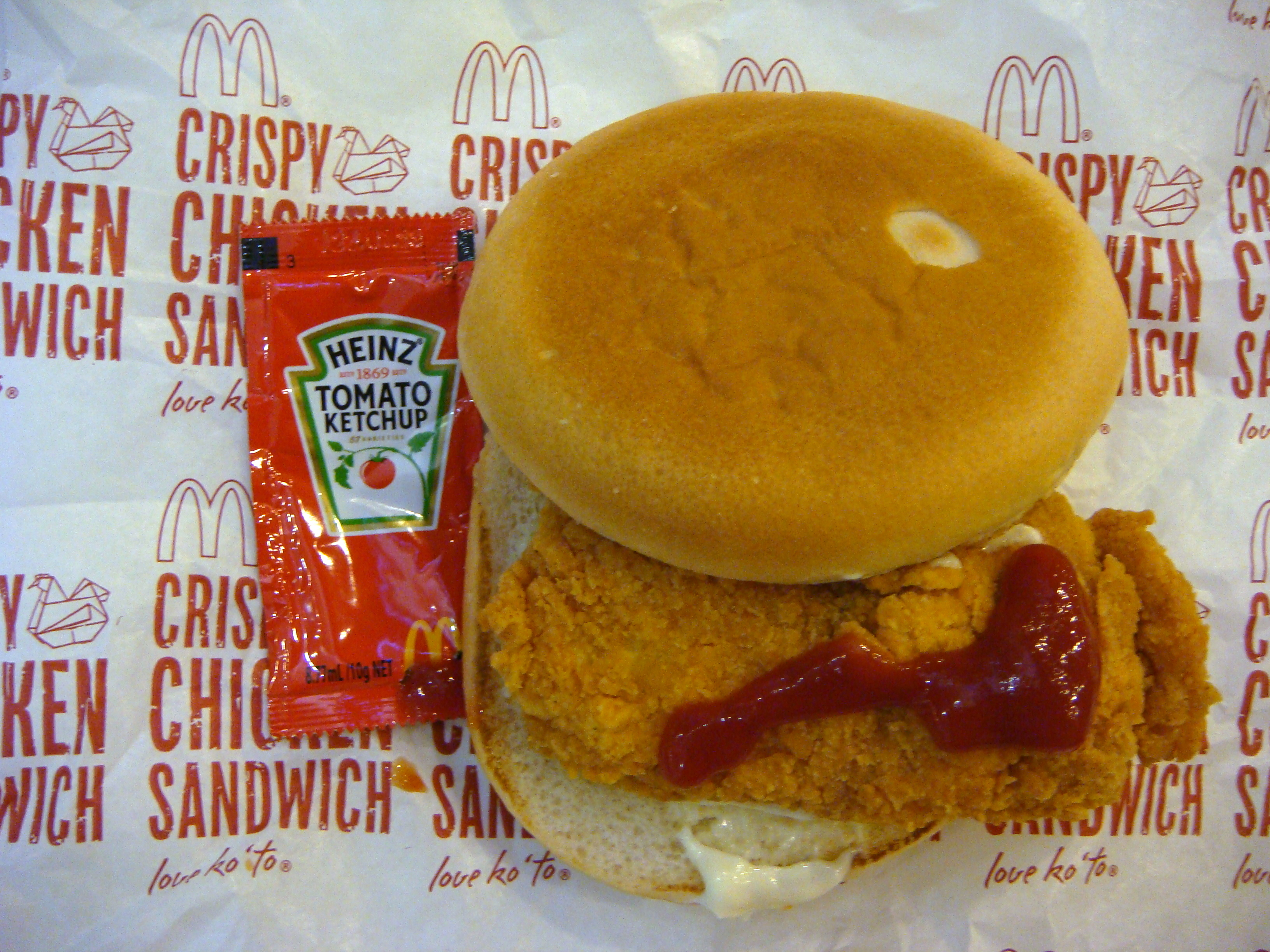
フィリピンにおけるクリスピー・マックチキン（Crispy McChicken chicken sandwich)

さらに、インドなどアメリカ以外の地域においては、ゴマの乗ったバンズが用いられている。
カナダでは廉価版マックチキンに相当する製品としてJunior Chickenが展開されており 、カナダのマックチキンのイトコと呼ばれることもある。なお、イギリスではJunior Chickenに相当する製品がMayo Chickenという名前で売られている。
なお、スペインのマックチキンはマヨネーズではなくバーベキューソースが用いられている。